# 红旗农场 (北辰区)
红旗农场是中华人民共和国天津市北辰区下辖的一个类似乡级单位。

## 行政区划
下辖以下地区：
红旗农场虚拟生活区。